# سيرغي نوفيكوف
سيرغي نوفيكوف (بالروسية: Серге́й Петро́вич Но́виков) هو عالم رياضيات ولد في 20 مارس 1938 في نيجني نوفغورود، جمهورية روسيا السوفيتية الاتحادية الاشتراكية، الاتحاد السوفيتي، حائز على جائزة وسام فيلدز.

## وصلات خارجية
- الموقع الرسمي لجائزة وسام فيلدز